# Секей, Янош
Я́нош Йо́жеф Се́кей (венг. János József Székely; 13 мая 1983, Тимишоара, Румыния) — румынский футболист, полузащитник.

## Карьера

### Клубная
Начинал свою карьеру в команде из родного города «Политехника», выступавшей во Второй лиге чемпионата Румынии, за которую он сыграл 8 матчей. Летом 2003 года перешёл в «Университатю» из Клуж-Напоки. Успешно проведя за неё 90 игр в чемпионате и забив в них 22 гола, Янош привлёк внимание представителей Первой лиги. В январе 2007 года он получил предложение от главного тренера «Оцелула» Петре Григораша, с которым в итоге и подписал контракт. За основной состав дебютировал в кубковой встрече со «Стяуа», а 23 февраля впервые вышел на поле в матче Высшей лиги чемпионата Румынии против «Унири» из Урзичени. По итогам сезона 2006/07 «Оцелул» занял пятое место, что давало право выступать в еврокубках. 7 июля Янош дебютировал в международных матчах в рамках второго раунда Кубка Интертото в игре с боснийской «Славией».
6 мая 2008 года Януш Секей стал игроком «Стяуа», подписав с клубом контракт на пять лет. 30 июля дебютировал в чемпионате страны за новую команду в гостевом матче с «Васлуем», завершившемся победой хозяев с минимальным счётом. В составе бухарестского клуба Янош регулярно выступал в различных еврокубках, а в 2011 году выиграл Кубок Румынии. Финальный матч, в котором Секей вышел на 75-й минуте вместо Марьюса Билашко, стал для него последним за «Стяуа».
29 июня он подписал трёхлетний контракт с нижегородской «Волгой». Дебютировал в чемпионате России 6 августа в домашнем матче с «Ростовом», завершившемся поражением его команды с минимальным счётом.
22 августа 2012 года подписал контракт с клубом «Корона (Кельце)», выступающем в Экстраклассе.

### В сборной
В 2008 году провёл одну встречу за вторую сборную Румынии.

## Достижения
- Обладатель Кубка Румынии: 2010/11
- Победитель Кубка Интертото: 2007